# Трупна лилия
Трупната лилия, известна още като рафлезия на Арнолд (Rafflesia arnoldii) е вид паразитно и хищно растение от род Рафлезия. Известна е с това, че формира най-големия единичен цвят на планетата. Разпространена е в дъждовните екваториални гори на индонезийските острови Суматра и Борнео.

## Характеристики
Подобно на останалите видове от рода, трупната лилия също е паразитно и хищно растение. Тя няма развита коренова система и стъбло. Има малки коренови образувания, чрез които пробива лианите и се храни с техните растителни сокове.
Освен това трупната лилия е и хищник. Излъчва особена миризма, която е неприятна за големите бозайници, но привлича насекомите. Те попадат в отвора по средата на цвета и биват смилани от соковете на растението.
Цветът на растението обикновено е ярко или тъмночервен с множество светли петна, в диаметър достига до над 1 метър, а теглото му е 10 – 15 кг.
Цветът на трупната лилия трае едва 7 – 10 дни.

## Разновидности
Видът се среща в две разновидности:
- R. a. var. arnoldii
- R. a. var. atjehensis (среща се само в Северна Суматра).